# Балестан (Урмія)
Балестан (перс. بالستان) — село в Ірані, входить до складу дехестану Дул у Центральному бахші шахрестану Урмія провінції Західний Азербайджан.